# オールボー交響楽団
オールボー交響楽団（Aalborg Symfoniorkester）は、デンマークのオールボーを本拠地とするオーケストラ。

## 概要
1943年にイェンス・シュレーダーがオールボー市管弦楽団として創設した。

2013年まで地元の文化センターを本拠に活動していたが、2014年3月から新しい「音楽家の家」を本拠に活動するようになった。しばしばコペンハーゲンの国立歌劇場や王立劇場のピットにも入る。

## 歴代首席指揮者
- イェンス・シュレーダー（1943年–1979年）
- フュルスト・ヤーノシュ（1980年–1983年）
- ペーター・エレシュ（1983年–1989年）
- オウェイン・アーウェル・ヒューズ (1995年–1999年)
- モーシェ・アツモン（1999年–2002年）
- マティアス・アッシュバッハー（2005年–2011年）
- ラモン・ガンバ（2011年–2015年）
- ジョシュア・ワイラースタイン（2023年- ）[1]